# CSRP2BP
CSRP2BP‏ (Lysine acetyltransferase 14) هوَ بروتين يُشَفر بواسطة جين CSRP2BP في الإنسان.